# Пухи
Пухи (гав. Puhi — букв. «дуть») — статистически обособленная местность, расположенная в округе Кауаи, штат Гавайи, США.

## География
Согласно Бюро переписи населения США статистически обособленная местность Пухи имеет общую площадь 0,9 квадратных километров, выхода к Тихому океану не имеет.

## Демография
По данным переписи населения за 2000 год в Пухи проживало 1186 человек, насчитывалось 285 домашних хозяйств, 255 семей и 297 жилых домов. Средняя плотность населения составляла около 1285,2 человек на один квадратный километр.
Расовый состав Пухи по данным переписи распределился следующим образом: 8,3 % белых, 0,2 % — чёрных или афроамериканцев, 0,7 % — коренных американцев, 65,7 % — азиатов, 2,5 % — коренных жителей тихоокеанских островов, 22,4 % — представителей смешанных рас, 0,3 % — других народностей. Испаноговорящие составили 7,8 % населения.
Из 285 домашних хозяйств в 37,9 % — воспитывали детей в возрасте до 18 лет, 71,2 % представляли собой совместно проживающие супружеские пары, в 10,2 % семей женщины проживали без мужей, 10,5 % не имели семьи. 6,3 % от общего числа семей на момент переписи жили самостоятельно, при этом 2,8 % составили одинокие пожилые люди в возрасте 65 лет и старше. В среднем домашнее хозяйство ведут 4,16 человек, а средний размер семьи — 4,13 человек.
Население Пухи по возрастному диапазону (данные переписи 2000 года) распределилось следующим образом: 26,7 % — жители младше 18 лет, 10,1 % — между 18 и 24 годами, 27,3 % — от 25 до 44 лет, 20,7 % — от 45 до 64 лет и 15,1 % — в возрасте 65 лет и старше. Средний возраст жителей составил 36 лет. На каждые 100 женщин приходилось 97,3 мужчины, при этом на каждые сто женщин 18 лет и старше приходилось 103 мужчины также старше 18 лет.

## Экономика
Средний доход на одно домашнее хозяйство Пухи составил 51 563 долларов США, а средний доход на одну семью — 50 000 долларов. При этом мужчины имели средний доход в 27 625 долларов в год против 22 933 долларов среднегодового дохода у женщин. Доход на душу населения составил 16 175 долларов в год. 4,5 % от всего числа семей в местности и 7,2 % от всей численности населения находилось на момент переписи за чертой бедности, при этом 14,3 % из них были моложе 18 лет и 1,9 % — в возрасте 65 лет и старше.